# Renan Guedes
Renan Guedes Borges (São Paulo, Estado de São Paulo, 19 de enero de 1998), conocido como Renan Guedes o simplemente Guedes, es un futbolista brasileño que juega como defensa en el N. K. Osijek de la Primera Liga de Croacia.

## Trayectoria

### Atlético Mineiro
Se incorporó al equipo juvenil del Corinthians en 2010, a los doce años.
El 13 de octubre de 2017 abandonó el club y fichó por el Atlético Mineiro, estando cedido inicialmente a la plantilla sub-20. Hizo su debut en el primer equipo del Galo el 9 de marzo de 2019, entrando como suplente de Hulk en la victoria a domicilio 1-0 en el Campeonato Mineiro contra Patrocinense. 

### Joinville
El 9 de septiembre, después de un partido más con el Atlético Mineiro, se mudó a Joinville para la Copa Santa Catarina de aquel año. Allí se convirtió en titular habitual del equipo en la Serie D de 2020, anotó su primer gol el 1 de octubre en la victoria 2-0 en casa contra São Luiz.

### Bahía
El 21 de enero siguiente acordó un contrato con Bahía. Inicialmente fue asignado a la categoría sub-23 para el Campeonato Baiano, Guedes comenzó a figurar en el equipo principal en abril de 2021 y posteriormente hizo su debut en la Série A brasileña el 29 de mayo al comenzar con una victoria en casa por 3-0 sobre el Santos.

### Sheriff Tiraspol
Guedes dejó Bahía en diciembre de 2021 luego de que expirara su contrato y se mudó al extranjero el 26 de enero de 2022, luego de fichar por el Sheriff Tiraspol de Moldavia.

## Clubes
| Club                   | País     | Año       |
| ---------------------- | -------- | --------- |
| Atlético Mineiro       | Brasil   | 2019      |
| Joinville E. C.        | Brasil   | 2019-2020 |
| E. C. Bahia            | Brasil   | 2021      |
| F. C. Sheriff Tiraspol | Moldavia | 2022-2023 |
| N. K. Osijek           | Croacia  | 2023-     |

## Palmarés

### Campeonatos regionales
| Título           | Club        | País   | Año  |
| ---------------- | ----------- | ------ | ---- |
| Copa do Nordeste | E. C. Bahia | Brasil | 2021 |

### Campeonatos nacionales
| Título                | Club                   | País     | Año     |
| --------------------- | ---------------------- | -------- | ------- |
| Superliga de Moldavia | F. C. Sheriff Tiraspol | Moldavia | 2021-22 |
| Copa de Moldavia      | F. C. Sheriff Tiraspol | Moldavia | 2021-22 |
| Superliga de Moldavia | F. C. Sheriff Tiraspol | Moldavia | 2022-23 |
| Copa de Moldavia      | F. C. Sheriff Tiraspol | Moldavia | 2022-23 |